# Like I Love You (Justin Timberlake)
Like I Love You is de debuutsingle van de Amerikaanse zanger Justin Timberlake. De track is opgenomen met de hip-hopgroep Clipse en is geproduceerd door The Neptunes. De single komt van het album Justified en betekende de doorbraak voor Timberlake.
De videoclip, geregisseerd door Bucky Chrome, laat Timberlake zien die op straat staat te dansen (deels met een vrouw). Daarna is Timberlake in een discotheek, waar ook Clipse en Pharrell Williams te zien zijn. Een van de achtergronddansers is Kevin Federline, de ex-man van Timberlake's voormalige vriendin Britney Spears.
In 2007 nam de Britse band Maxïmo Park een geslaagde coverversie van het nummer op, die op de compilatie-cd Radio 1: Established 1967 verscheen.

## Tracklist
- Europese Editie

1. "Like I Love You" (Albumversie) (Williams, Pharrell/Hugo, C./Timberlake, Justin) — 4:47
2. "Like I Love You" (Instrumentaal) (Williams, Pharrell/Hugo, C./Timberlake, Justin) — 4:47
3. "Like I Love You" (Extended Club Mix) (Williams, Pharrell/Hugo, C./Timberlake, Justin) — 5:37

- UK cd Remixes

1. "Like I Love You" (Albumversie) (Williams, Pharrell/Hugo, C./Timberlake, Justin) — 4:46
2. "Like I Love You" (Instrumentaal) (Williams, Pharrell/Hugo, C./Timberlake, Justin) — 4:46
3. "Like I Love You" (Extended Club Mix I) (Williams, Pharrell/Hugo, C./Timberlake, Justin) — 5:39
4. "Like I Love You" (Extended Club Mix II) (Williams, Pharrell/Hugo, C./Timberlake, Justin) — 7:08

### Overige remixes
- Album Version — 4:44
- Instrumental — 4:44
- Radio Edit #2 — 3:51
- Radio Edit #3 — 4:10
- Extended Club Mix I — 5:37
- Extended Club Mix II — 7:08
- Basement Jaxx Vocal Mix — 6:03
- Basement Jaxx Acid Dub
- Basement Jaxx Radio Edit
- Deep Dish Zigzag Remix — 9:40
- Deep Dish Zigzag Radio Edit
- Deep Dish Zigzag Dub
- Phat Heads Remix — 5:51
- Joe Bermudez Out Of Sync Club Mix — 7:54
- Joe Bermudez Out Of Sync Radio Edit — 4:50
- Joe Bermudez Out Of Sync "Billie Jean" Edit — 4:23